# Мамайка (река, Сочи)
Мамайка (также Псахе) — река в Лазаревском, Центральном и Хостинском районах городского округа Сочи, Краснодарский край, Россия. Длина реки — 11 км, площадь бассейна 18,6 км².

## География
Истоки на склонах горы Пластунская на юге хребта Безуменский Водораздел. На территории микрорайона Мамайка Центрального района впадает в Чёрное море. В селе Васильевка на реке имеется гидрологический пост.
На реке расположен ряд сёл: Разбитый Котёл, Сергей-Поле, Васильевка Лазаревского района, село Русская Мамайка Хостинского района и микрорайон Мамайка Центрального района города Сочи.

## Данные водного реестра
По данным государственного водного реестра России относится к Кубанскому бассейновому округу, речной бассейн — реки бассейна Черного моря, водохозяйственный участок — реки бассейна Черного моря от западной границы бассейна р. Шепси до р. Псоу (граница РФ с Грузией). Код водного объекта — 06030000312109100000660. Имеется второй код, под названием Псахе.